# Deutscher Fußballmeister (Briefmarkenserie)
Deutscher Fußballmeister war eine Sondermarkenserie der Bundesrepublik Deutschland. Erstmals wurde 1995 dem amtierenden Deutschen Fußballmeister eine eigene Briefmarke gewidmet, die Serie wurde bis 1999 fortgesetzt. Die fünf herausgegebenen Briefmarken hatten zum jeweiligen Ausgabezeitpunkt den Frankaturwert eines Standardinlandbriefes.

## Liste der Ausgaben und Motive
Legende
- Bild: Eine bearbeitete Abbildung der genannten Marke. Das Verhältnis der Größe der Briefmarken zueinander ist in diesem Artikel annähernd maßstabsgerecht dargestellt. Sollten keine Marken abgebildet sein, liegt es daran, dass das Urheberrecht des Künstlers noch nicht erloschen ist.
- Beschreibung: Eine Kurzbeschreibung des Motivs und/oder des Ausgabegrundes. Bei ausgegebenen Serien oder Blocks werden die zusammengehörigen Beschreibungen mit einer Markierung versehen eingerückt.
- Wert: Der Frankaturwert der einzelnen Marke in Pfennig. Ein „+“ bedeutet, dass es sich um eine Zuschlagsmarke handelt (= Frankaturwert + Spende).
- Ausgabedatum: Das Datum des erstmaligen Verkaufs dieser Briefmarke.
- Auflage: Soweit bekannt, wird hier die zum Verkauf angebotene Anzahl dieser Ausgabe angegeben.
- Entwurf: Soweit bekannt, wird hier angegeben, von wem der Entwurf dieser Marke stammt.
- Mi.-Nr.: Diese Briefmarke wird im Michel-Katalog unter der entsprechenden Nummer gelistet.

| Deutscher Fußballmeister |                                                 |                  |                    |             |                     |         |
| Bild                     | Beschreibung                                    | Werte in Pfennig | Ausgabe- datum     | Auflage     | Entwurf             | Mi.-Nr. |
|                          | Borussia Dortmund Fußball-Bundesliga 1994/95    | 100              | 9. November 1995   | 27.980.000  | Margit Zauner       | 1833    |
| Link                     | Borussia Dortmund Fußball-Bundesliga 1995/96    | 100              | 27. August 1996    | 39.500.000  | Hans Günter Schmitz | 1879    |
|                          | FC Bayern München Fußball-Bundesliga 1996/97    | 110              | 16. Oktober 1997   | 100.000.000 | Sabine Bucher       | 1958    |
| Link                     | 1. FC Kaiserslautern Fußball-Bundesliga 1997/98 | 110              | 10. September 1998 | 30.600.000  | Lutz Menze          | 2010    |
| Link                     | FC Bayern München Fußball-Bundesliga 1998/99    | 110              | 16. September 1999 | 33.400.000  | Lutz Menze          | 2074    |

Die Abbildungen wurden stets so gewählt, dass keine Person erkennbar ist. Einzig bei der „Bayern-Marke“ von 1997 (Michel-Nummer: 1958) kann man über die abgebildeten Rückennummern auf die jeweiligen Spieler schließen:
Nr. 12 Sven Scheuer
Nr. 7 Mehmet Scholl
Nr. 2 Markus Babbel
Nr. 6 Christian Nerlinger
Nr. 8 Thomas Strunz
Nr. 28 Frank Wiblishauser
Nr. 5 (abgedeckt) Thomas Helmer
Nr. 13 Mario Basler